# Valentin Kozmich Ivanov
Valentin Kozmich Ivanov (tiếng Nga: Валентин Козьмич Иванов) (19 tháng 11 năm 1934 – 8 tháng 11 năm 2011) là một cựu cầu thủ bóng đá chơi ở vị trí tiền vệ cánh và tiền đạo người Nga, đồng danh hiệu Vua phá lưới tại World Cup 1962. Ông nổi tiếng bởi cách di chuyển thông minh, kĩ thuật tốt và rê dắt bóng khéo léo. Ông có thể ghi bàn tốt như kiến tạo cơ hội. Ivanov cũng có khả năng phòng ngự.
Tổng cộng, Ivanov khoác áo đội tuyển Liên Xô 59 lần, ghi 26 bàn thắng. Số bàn thắng này đứng thứ ba trong lịch sử bóng đá Liên Xô, chỉ sau Oleg Blokhin và Oleg Protasov. 4 bàn thắng của Ivanov ghi được tại World Cup 1962 giúp ông chia sẻ danh hiệu Vua phá lưới với 5 cầu thủ khác. Ông còn ghi được 1 bàn ở World Cup 1958, trở thành cầu thủ Liên Xô ghi nhiều bàn thắng nhất tại các kì World Cup. Phần lớn sự nghiệp Ivanov thi đấu cho câu lạc bộ Torpedo Moskva. Ông ghi được 124 bàn trong 286 trận đấu tại giải vô địch bóng đá Liên Xô, đứng thứ 9 trong lịch sử.
Con trai của Ivanov, cũng có tên Valentin, là một trọng tài bóng đá quốc tế.
Ông mất ngày 8 tháng 11 năm 2011 tại Moskva.

## Thống kê sự nghiệp

### Câu lạc bộ
| 1953                | Torpedo Moskva      | giải vô địch bóng đá Liên Xô | 19  | 4   |
| 1954                | Torpedo Moskva      | giải vô địch bóng đá Liên Xô | 22  | 7   |
| 1955                | Torpedo Moskva      | giải vô địch bóng đá Liên Xô | 13  | 5   |
| 1956                | Torpedo Moskva      | giải vô địch bóng đá Liên Xô | 21  | 13  |
| 1957                | Torpedo Moskva      | giải vô địch bóng đá Liên Xô | 22  | 14  |
| 1958                | Torpedo Moskva      | giải vô địch bóng đá Liên Xô | 18  | 14  |
| 1959                | Torpedo Moskva      | giải vô địch bóng đá Liên Xô | 21  | 6   |
| 1960                | Torpedo Moskva      | giải vô địch bóng đá Liên Xô | 17  | 8   |
| 1961                | Torpedo Moskva      | giải vô địch bóng đá Liên Xô | 23  | 9   |
| 1962                | Torpedo Moskva      | giải vô địch bóng đá Liên Xô | 13  | 4   |
| 1963                | Torpedo Moskva      | giải vô địch bóng đá Liên Xô | 36  | 17  |
| 1964                | Torpedo Moskva      | giải vô địch bóng đá Liên Xô | 30  | 14  |
| 1965                | Torpedo Moskva      | giải vô địch bóng đá Liên Xô | 22  | 7   |
| 1966                | Torpedo Moskva      | giải vô địch bóng đá Liên Xô | 11  | 2   |
| Tổng cộng           | URS                 | URS                          | 287 | 124 |
| Tổng cộng sự nghiệp | Tổng cộng sự nghiệp | Tổng cộng sự nghiệp          | 287 | 124 |

### Đội tuyển quốc gia
| Đội tuyển bóng đá Liên Xô | Đội tuyển bóng đá Liên Xô | Đội tuyển bóng đá Liên Xô |
| Năm                       | Trận                      | Bàn                       |
| ------------------------- | ------------------------- | ------------------------- |
| 1955                      | 2                         | 1                         |
| 1956                      | 5                         | 2                         |
| 1957                      | 5                         | 1                         |
| 1958                      | 8                         | 4                         |
| 1959                      | 3                         | 1                         |
| 1960                      | 6                         | 4                         |
| 1961                      | 7                         | 0                         |
| 1962                      | 7                         | 5                         |
| 1963                      | 6                         | 3                         |
| 1964                      | 6                         | 2                         |
| 1965                      | 5                         | 3                         |
| Tổng cộng                 | 60                        | 26                        |